# سید جواد حسینی
سید جواد حسینی (زاده ۱۳۴۶ روستای رامشین سبزوار) مدیر اجرایی و سیاستمدار اصلاح‌طلب ایرانی است که از سال ۱۴۰۳ به‌عنوان رئیس سازمان بهزیستی کشور فعالیت می‌کند.

## سوابق و مسئولیت‌ها
وی دارای سابقهٔ مدیرکل آموزش و پرورش استان خراسان رضوی از سال ۱۳۹۲ تا ۱۳۹۵، قائم‌مقام و معاون سیاسی، امنیتی و اجتماعی استانداری خراسان رضوی در دوره استانداری علیرضا رشیدیان از سال ۱۳۹۵ تا ۱۳۹۷ و سرپرستی وزارت آموزش و پرورش در دولت دوم حسن روحانی از ۱۹ خرداد ۱۳۹۸ تا ۱۲ شهریور ۱۳۹۸ است. وی دارای دکترای تخصصی جامعه‌شناسی از دانشگاه ملی علوم روسیه است. حسینی، سابقه ریاست سازمان آموزش و پرورش استثنایی از سال ۱۳۹۸ تا ۱۴۰۰ و معاونت وزیر آموزش و پرورش را نیز داشته است.

## دوران مدیریت در سازمان بهزیستی کشور
وی مدت کوتاهی پس از ریاست سازمان بهزیستی کشور با قتل مهسا گلستانی مواجه شد و در مصاحبه‌ای از اخراج مقصران ادعاشدهٔ این حادثه که به‌دلیل کوتاهی این سازمان بود، خبر داد. سپس در ۴ آذر ۱۴۰۳ حجت‌الله شریعتمداری (فرماندار کاشمر) در حمایت از اعظم حسن‌زاده (رئیس بهزیستی کاشمر) که یکی از مقصران ادعاشده بود، گفت: «بررسی‌های ما در شهرستان به‌عنوان نماینده عالی دولت نشان می‌دهد که اداره بهزیستی کاشمر فراتر از وظیفه‌ای که داشته به وظایف خودش در این خصوص عمل نموده است. علیرغم پیگیری‌ها و تماس‌هایی که داشتم اما متأسفانه به جای این‌که با سرمنشاء این مسئله و حادثه تلخ برخورد کنند در یک اقدام عجولانه اقدام به برکناری مدیر شهرستان کردند». همچنین وی تهدید کرد که: «اگر همچنان اصرار بر برکناری خانم حسن‌زاده از ریاست دارند، به‌عنوان نمایندهٔ عالی دولت اسنادی را افشا خواهم کرد تا افکار عمومی جامعه بدانند چه کسی مقصر اصلی بوده است». جواد نیک‌بین (نمایندهٔ حوزه انتخابیه کاشمر) نیز در همان روز گفت: «در این اتفاق باید افراد دیگری عزل می‌شدند». وی افزود: «عزل خانم حسن‌زاده از سمت ریاست بهزیستی کاشمر غیرقانونی، غیرشرعی و غیرمنصفانه بوده است».